# Söders friluftsteater
Söders friluftsteater var en friluftsteater i Vitabergsparken i Stockholm. 
Den uppfördes 1922. Ägare av teatern sedan 1926 var Skådebanan och ledare var bland andra Edvin Janse och Siegfried Fischer. Pjäser som spelades här var bland annat: Skeppare Öhmans flammor, Kärlek och landstorm och Halta Lotta och vindögde Per. 

## Uppsättningar
| År   | Produktion                                              | Upphovsmän                                                 | Regi               | Noter |
| ---- | ------------------------------------------------------- | ---------------------------------------------------------- | ------------------ | --- |
| 1920 | I bohuslänska skärgården, eller Store Per och Lille Per | Oscar Wennersten                                           | Pierre Fredriksson | Premiär 13 juni 1920 John Borgh, Pierre Fredriksson, Fritz Strandberg, Thor Modéen, Elsa Ekstedt, Gideon Wahlberg, Axel Lindberg, Thekla Borgh, Frida Dahlskog, Lillie Hedgren |
| 1921 | Flickorna på Söder, eller En sommar i Södra bergen      | Oscar Wennersten                                           |                    | Premiär 10 juni 1921 |
| 1922 | Södergöken                                              | Uno Weilerz                                                | Wilhelm Tunelli    | Premiär 20 maj 1922 Wilhelm Tunelli, Rosa Hallengren, Gustaf Hjärne, Lillan Hall, Karl Anton, Lizzi Sondell, Anna Anton, Bertil Ehrenmark 80 föreställningar |
| 1922 | Anna-Lenas friare                                       | Gideon Wahlberg                                            | Leopold Edin       | Premiär 4 augusti 1922 Gulli Wernlund, Rosa Hallengren, Lizzi Hjärne, Albert Österman, Leopold Edin, Bertil Ehrenmark, Wilhelm Tunelli Scenografi Manne Hallengren |
| 1923 | Anna-Lenas friare                                       | Gideon Wahlberg                                            | Leopold Edin       | Premiär 12 maj 1923 Leopold Edin, Elsa Löwendahl, Rosa Hallengren, Signe Thudin, Thora Jansson, Märta Larsson, Siegfried Fischer, Bertil Ehrenmark, Josef Thudin, Georg Wahlgren, Wilhelm Tunelli                                                                                    |
| 1924 | Anna-Lenas friare                                       | Gideon Wahlberg                                            | Leopold Edin       | Premiär 31 maj 1924 Wilhelm Tunelli, Leopold Edin, Julia Cæsar, Bertil Ehrenmark, Josef Thudin, Mia Carlström, Emmi Edin 50 föreställningar |
| 1924 | Den gamla fiolens hemlighet                             | Eugen Norrby                                               |                    | Premiär 15 juli 1924 Wilhelm Tunelli, Arvor Anderson |
| 1925 | Gubbar på friarstråt                                    | Jan-Gran                                                   | Edvin Janse        | Premiär 30 maj 1925 Siegfried Fischer, Karl Nilsson, Ernst Berglund, Bertil Berglund, Elsa Textorius, Tora Jakobsson, Tyra Leijman-Uppström, Gulli Värnlund, Vera Zoé, Hildur Stjärnholm Kapellmästare Karl Lindberg 100 föreställningar                                             |
| 1926 | Kärlek och rackarknep                                   | Anders Asping                                              | Manne Göthson      | Premiär 22 maj 1925 Siegfried Fischer, Elsa Textorius, Gulli Värnlund, Tyra Leijman-Uppström, Harry Philipson, Carl Nilsson, Bertil Berglund, Manne Göthson Kapellmästare Karl Lindberg 90 föreställningar                                                                           |
| 1927 | Kärlek i alla knutar                                    | Siegfried och Arthur Fischer                               | Carl Nilsson       | Premiär 15 juni 1927 Carl Nilsson, John Elfström, Harry Philipson, Sören Aspelin, Tyra Leijman-Uppström, Maja LIndqvist, Svea Holst, Greta Philipson, Vera Zoé, Hildur Stjärnholm, Svea Lindblad 100 föreställningar                                                                 |
| 1928 | Kärlek i alla knutar                                    | Siegfried och Arthur Fischer                               | Carl Nilsson       | Premiär 26 maj 1928 John Elfström, Carl Nilsson, Harry Philipson, Sören Aspelin, Gullan Ehrenmark, Svea Holst, Alma Bodén, Greta Philipsson, Vera Zoé, Hildur Stjärnholm, Lola Lind 15 föreställningar                                                                               |
| 1928 | Din eller min                                           | Anders Boman Bearbetning Siegfried Fischer och Edvin Janse |                    | Premiär 9 juni 1928 Björn Schildknecht, John Elfström, Carl Nilsson, Harry Philipson, Sören Aspelin, Alma Bodén, Greta Philipson, Gullan Ehrenmark, Svea Holst, Vera Zoé, Hildur Stjärnholm, Erik Johansson Kapellmästare Karl Lindberg                                              |
| 1929 | Westerbergs pojke                                       | Gideon Wahlberg                                            |                    | Premiär 8 juni 1929 Siegfried Fischer, Ludde Juberg, Erik Johansson, Severin Norrlén, Gina Barcklind, Jullan Jonsson, Eva Sachtleben, Harald Wehlnor, John Elfström, Julia Cæsar, Astrid Wedberg, Bob Giller, Tyra Leijman-Uppström Flyttad till Mosebacketeatern 89 föreställningar |
| 1930 | Skeppar Ömans flammor                                   | Siegfried Fischer                                          |                    | Premiär 6 juni 1930 John Elfström, Siegfried Fischer, Tyra Leijman-Uppström, Ludde Juberg, Rut Holm, Gina Barcklind, Werner Ohlson, Stina Guttormsen, Carl Nilsson, Harry Philipson 75 föreställningar                                                                               |
| 1931 | En Söderpojke                                           | Siegfried Fischer                                          | Siegfried Fischer  | Premiär 6 juni 1931 Siegfried Fischer, John Elfström, John Melin, Carl Nilsson, Werner Ohlson, Axel Lindberg, Rut Holm, Anna-Stina Wåglund, Gina Barcklind, Astrid Bodin 80 föreställningar                                                                                          |
| 1932 | Skojar-Hampus på Stornäs                                | Siegfried Fischer                                          |                    | Premiär 3 juni 1932 Siegfried Fischer, John Elfström, Tyra Leijman-Uppström, John Melin, Rut Holm, Arthur Fischer, Werner Ohlson, Naemi Briese, Carl Nilsson 90 föreställningar |
| 1933 | Violen från Flen                                        | Siegfried Fischer                                          | Siegfried Fischer  | Premiär 3 juni 1933 Hugo Jacobson, Tyra Leijman-Uppström, Siegfried Fischer, Jullan Jonsson, Arthur Fischer, Anna-Stina Wåglund, Carl Nilsson, Hanny Schedin, Åke Uppström, Albin Erlandzon 85 föreställningar                                                                       |
| 1934 | Dollarflickan                                           | Sigge och Arthur Fischer                                   |                    | Premiär 9 juni 1934 Jullan Jonsson, Werner Ohlson, Siegfried Fischer, Axel Lindberg, Hanny Schedin, Arthur Fischer, Sylvia Lundberg, Margareta Bergman, Albin Erlandzon, Bertil Schedin Kapellmästare Olle Stålbrand 90 föreställningar                                              |
| 1935 | Hur ska' de' gå för Pettersson?                         | Siegfried Fischer                                          | Siegfried Fischer  | Premiär 7 juni 1935 Hugo Jacobson, Lilly Kjellström, Arthur Fischer, Eva Sachtleben, Werner Ohlson, Ulla Elfström, Bellan Roos, Hanny Schedin, John Elfström, Albin Erlandzon, Bertil Schedin 85 föreställningar                                                                     |
| 1936 | Moster Klara från Skara                                 | Siegfried Fischer                                          | Siegfried Fischer  | Premiär 13 juni 1936 Viran Rydqvist, Siegfried Fischer, Werner Ohlson, Hanny Schedin, Axel Lindberg, Erna Ovesen, Wera Lindby, Bellan Roos, Sven-Otto Lindqvist, Albin Erlandzon 75 föreställningar                                                                                  |
| 1937 | Va' händer hos Jonssons                                 | Siegfried Fischer                                          |                    | Premiär 5 juni 1937 Lilly Kjellström, Eva Sachtleben, Wera Lindby, Lilly Berggren, Erik Johanson, Axel Lindberg, Werner Ohlson, Sven Melin, Harry Philipson, Albin Erlandzon, Lennart Lauber 90 föreställningar                                                                      |